# Zona de rebentação
Zona de rebentação, ou simplesmente rebentação, é a zona do litoral afetada pelo movimento de avanço e recuo das águas imposto pela ondulação.
À medida que ondas da superfície do oceano se aproximam de costa, elas quebram, formando a superfície espumosa e borbulhante chamada zona de rebentação - também conhecida como zona de surfe. Depois de quebrar na zona de surf, as ondas (agora reduzidas em altura) continuam a se mover e sobem para a frente inclinada da praia, formando uma onda de água chamada [swash]. A água volta a correr novamente como backswash. A zona nearshore onde a água da onda entra na praia é a zona de surf. A água na zona de surf, ou na zona do rebentador, é rasa, geralmente entre 5 e 10 m de profundidade; isso faz com que as ondas de água fiquem instáveis.

## Vida animal
Os animais que freqüentemente são encontrados vivendo na zona de surf são caranguejos, amêijoas e caracóis. Amêijoas e moluscos são duas espécies que se destacam como habitantes da zona de surf. Ambos os animais são escavadores muito rápidos. O molusco, também conhecido como coquina variável, é um alimentador de filtro que usa suas brânquias para filtrar microalgas, pequenos zooplânctons e pequenas partículas da água do mar. O caranguejo toupeira é um alimentador de suspensão que come capturando o zooplâncton com suas antenas. Todas essas criaturas se enterram na areia para evitar serem puxadas para o oceano pelas marés e ondas. Eles também se enterram na areia para se proteger de predadores. A zona de surf está cheia de nutrientes, oxigênio e luz solar, o que deixa a zona muito produtiva com a vida animal.

## Correntes de rasgo

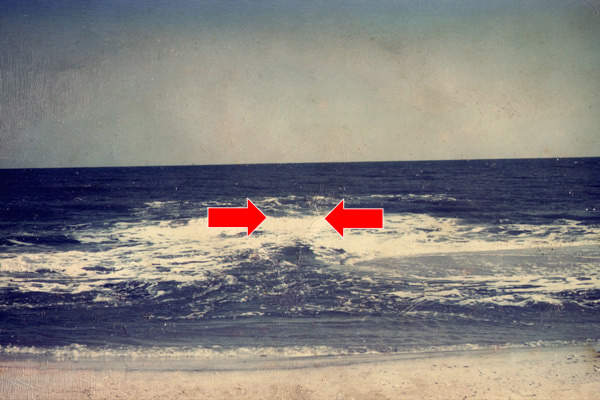
Correntes de rasgo no oceano. As correntes de rasgo geralmente são muito difíceis de detectar com os olhos nus

A zona de surf pode conter correntes perigosas: correntes locais fortes que fluem para o mar e ameaçam os nadadores. As perspectivas atuais atuais usam o seguinte conjunto de qualificações:
1. Correntes de retorno de baixo risco: Não se espera que as condições do vento e / ou das ondas apoiem o desenvolvimento de correntes de retorno; no entanto, às vezes podem ocorrer correntes de retorno, especialmente nas proximidades de molhes e cais.
2. Correntes de rasgo de risco moderado: As condições de vento e / ou onda suportam correntes de rasgo mais fortes ou mais frequentes. Somente nadadores experientes de surf devem entrar na água.
3. Correntes de retorno de alto risco: As condições de vento e / ou onda suportam correntes de retorno perigosas. As correntes de rasgo ameaçam a vida de qualquer pessoa que entre no surf.[4]